# Ньюголл (Айова)
Ньюголл (англ. Newhall) — місто (англ. city) в США, в окрузі Бентон штату Айова. Населення — 876 осіб (2020).

## Географія
Ньюголл розташований за координатами 41°59′36″ пн. ш. 91°58′2″ зх. д. / 41.99333° пн. ш. 91.96722° зх. д. (41.993329, -91.967341).  За даними Бюро перепису населення США в 2010 році місто мало площу 0,82 км², уся площа — суходіл.

## Демографія
Згідно з переписом 2010 року, у місті мешкало 875 осіб у 353 домогосподарствах у складі 254 родин. Густота населення становила 1069 осіб/км².  Було 376 помешкань (459/км²).
Расовий склад населення:
| - 98,3 % — білих - 1,0 % — чорних або афроамериканців - 0,3 % — азіатів - 0,1 % — корінних американців |

До двох чи більше рас належало 0,2 %. Частка іспаномовних становила 1,0 % від усіх жителів.
За віковим діапазоном населення розподілялося таким чином: 25,6 % — особи молодші 18 років, 56,9 % — особи у віці 18—64 років, 17,5 % — особи у віці 65 років та старші. Медіана віку мешканця становила 39,7 року. На 100 осіб жіночої статі у місті припадало 92,3 чоловіків;  на 100 жінок у віці від 18 років та старших — 92,6 чоловіків також старших 18 років.
Середній дохід на одне домашнє господарство  становив 73 896 доларів США (медіана — 66 771), а середній дохід на одну сім'ю — 80 048 доларів (медіана — 73 036). Медіана доходів становила 46 641 долар для чоловіків та 37 614 долари для жінок. За межею бідності перебувало 1,7 % осіб, у тому числі 0,9 % дітей у віці до 18 років та 4,8 % осіб у віці 65 років та старших.
Цивільне працевлаштоване населення становило 486 осіб. Основні галузі зайнятості: освіта, охорона здоров'я та соціальна допомога — 20,2 %, виробництво — 16,3 %, будівництво — 11,1 %, фінанси, страхування та нерухомість — 10,3 %.